# العلاقات التوفالية السيراليونية
العلاقات التوفالية السيراليونية هي العلاقات الثنائية التي تجمع بين توفالو وسيراليون.

## مقارنة بين البلدين
هذه مقارنة عامة ومرجعية للدولتين:
| وجه المقارنة                                              | توفالو                         | سيراليون       |
| --------------------------------------------------------- | ------------------------------ | -------------- |
| المساحة (كم2)                                             | 26                             | 71.74 ألف      |
| عدد السكان (نسمة)                                         | 11.19 ألف                      | 7.56 مليون     |
| الكثافة السكانية (ن./كم²)                                 | 43.04 ألف                      | 105.38         |
| العاصمة                                                   | فونافوتي                       | فريتاون        |
| اللغة الرسمية                                             | اللغة التوفالوية، لغة إنجليزية | لغة إنجليزية   |
| العملة                                                    | دولار توفالو                   | ليون سيراليوني |
| الناتج المحلي الإجمالي (بليون دولار)                      | 39.73 مليون                    | 3.77 مليار     |
| الناتج المحلي الإجمالي (تعادل القوة الشرائية) بليون دولار | 38.93 مليون                    | 10.13 مليار    |
| الناتج المحلي الإجمالي الاسمي للفرد دولار أمريكي          | 3.29 ألف                       | 653            |
| الناتج المحلي الإجمالي للفرد دولار أمريكي                 | 3.77 ألف                       | 1.97 ألف       |
| مؤشر التنمية البشرية                                      |                                | 0.413          |
| رمز المكالمات الدولي                                      | +688                           | +232           |
| رمز الإنترنت                                              | .tv                            | .sl            |
| المنطقة الزمنية                                           | ت ع م+12:00                    | 00             |

## منظمات دولية مشتركة
يشترك البلدان في عضوية مجموعة من المنظمات الدولية، منها:
| علم المنظمة | اسم المنظمة                                 | تاريخ انضمام توفالو | تاريخ انضمام سيراليون |
| ----------- | ------------------------------------------- | ------------------- | --------------------- |
|             | مؤسسة التنمية الدولية                       | 24 يونيو 2010       | 13 نوفمبر 1962        |
|             | منظمة حظر الأسلحة الكيميائية                | ?                   | ?                     |
|             | الأمم المتحدة                               | 5 سبتمبر 2000       | 27 سبتمبر 1961        |
|             | الاتحاد الدولي للاتصالات                    | 15 أغسطس 1996       | 30 ديسمبر 1961        |
|             | البنك الدولي للإنشاء والتعمير               | 24 يونيو 2010       | 10 سبتمبر 1962        |
|             | الاتحاد البريدي العالمي                     | ?                   | ?                     |
|             | مجموعة دول أفريقيا والكاريبي والمحيط الهادئ | ?                   | ?                     |
|             | يونسكو                                      | 21 أكتوبر 1991      | 28 مارس 1962          |
|             | دول الكومنولث                               | ?                   | 1961                  |